# Tocosh
El tocosh, togosh o tocos  es un producto alimenticio obtenido por una técnica de conservación andina y que tiene propiedades nutritivas y terapéuticas. Es el resultado de la fermentación bacteriana de productos alimenticios andinos como: la papa, el maíz, la acaracha y olluco en algunos casos, almacenada en pozos construidos en la tierra, envueltos en paja o "ichu" y presionados mecánicamente con piedras bajo una corriente de agua proveniente de un manantial por paja o mallas durante 4 a 24 meses. Luego se retira, se orea y se solea, quedando listo el tocosh para ser usado en la alimentación.
La técnica de preparación es ancestral y utilizada por los pobladores de las regiones centrales del Perú quienes utilizan el tocosh como medicamento, siendo la mazamorra de tocosh o tocosh api la forma de consumo más conocida. La papa al seguir este proceso se reduce de tamaño, excepto su cáscara, se caracteriza por su olor desagradable, que es lo primero en percibirse, peculiaridad que no limita su consumo o comercialización.

## Etimología
La palabra tocosh deriva del vocablo tuqush, palabra quechua que significa arrugado y fermentado.

## Importancia económica y cultural

### Usos medicinales
El tocosh puede ser utilizado como un antibiótico natural porque la penicilina se produce durante el proceso de fermentación y también es capaz de proteger la mucosa gástrica de daño o inflamación.
Tradicionalmente este producto es usado en el pos-parto, resfrio, neumonía, en la curación de heridas, como, antibacteriano cicatrizante de hemorroides y de úlceras gástricas  para evitar las infecciones gastrointestinales y mal agudo de altura o ‘soroche’. Además, podría ser un antibiótico, energizante, probiótico eficaz y de muy bajo costo.
También bajo el mismo proceso se elabora el tocosh de maíz, pero no tiene las mismas propiedades del Tocosh de papa El resultado del análisis de la composición química, ácidos grasos de la fracción lipídica; aminoácidos libres; macro y micro elementos; de las vitaminas tiamina y riboflavina, conducen a considerarlo como un alimento que aporta los aminoácidos esenciales bajo la forma de aa. Libres. La característica de su proceso permite que los nutrientes se encuentren en fracciones más sencillas fácilmente asimilables; asimismo incrementa el contenido de linoleico, y de calcio, pudiendo ser recomendado como un alimento complementario para los niños.
En el Perú las tres regiones productoras tradicionales de tocosh son Áncash, Huánuco y Junín.

## Preparación

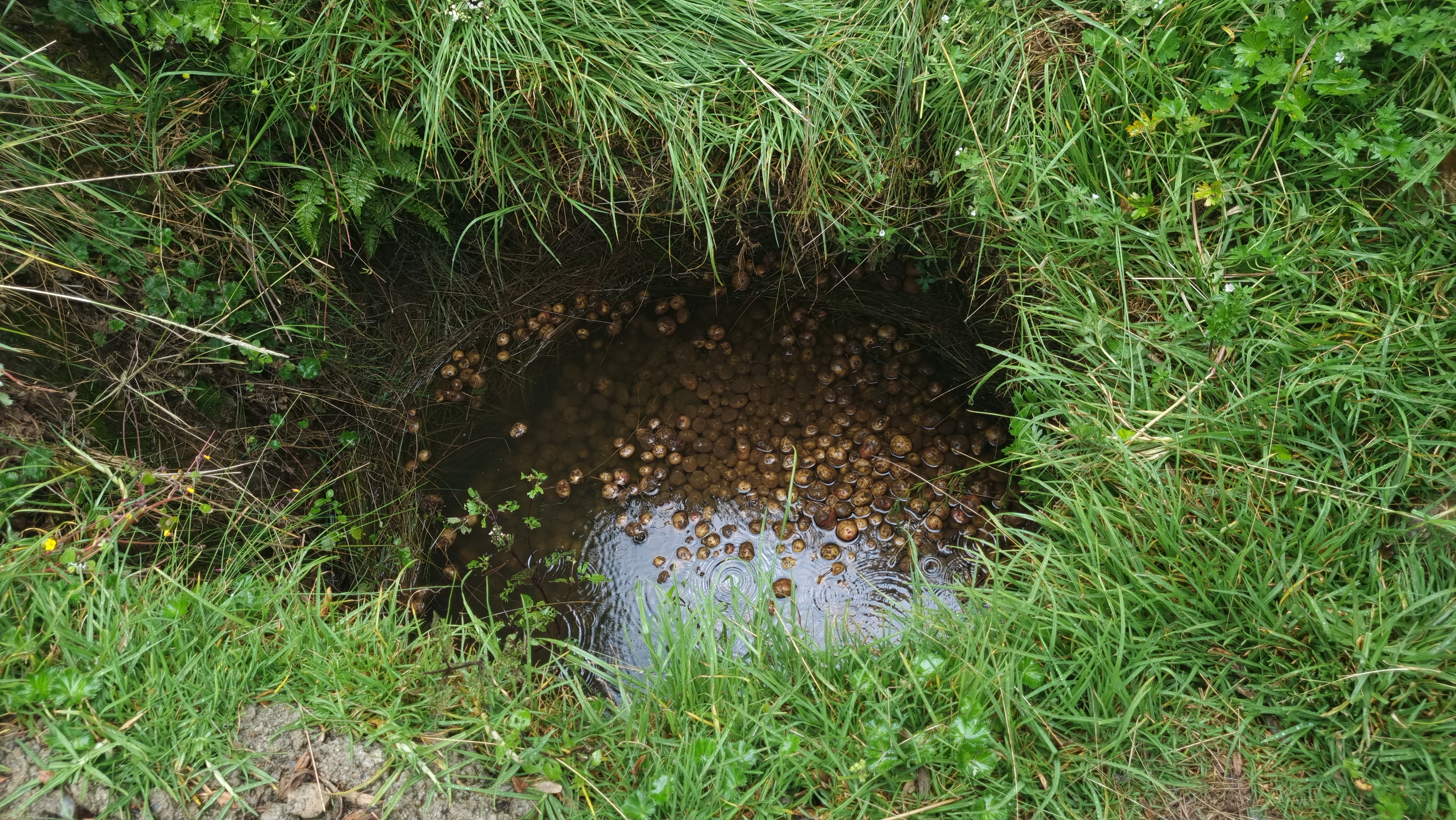
Pozo de preparación de tocosh en el distrito de San Marcos, provincia de Huari en Áncash

Se cava un agujero de 1,5 metros de profundidad y 1 metro de diámetro en la tierra. Se cubren el fondo y las paredes con abundante ichu. Entonces, se empieza a llenar el pozo con papas, colocando una nueva capa de ichu cada 30 centímetros de papa. Cuando el pozo ya está lleno, se cubre con una última manta de ichu y se remata con piedras. Finalmente, a través de una pequeña acequia se llena el pozo con agua y se deja que esta corra permanentemente a través del pozo. Y se deja así durante un periodo que va de cuatro meses a dos años. Cuando entre las piedras y el ichu de la superficie se levanta una espuma con un fuerte olor a podrido, está listo y ya se puede empezar a recoger. Se seca al sol y queda listo para su consumo.

## Variedades de tocosh
Podemos encontrar diversas variedades de tocosh dependiendo del producto con el que se pueda realizar.

#### Tocosh de papa
Es la variedad más popular en la que vamos a poder encontrarla, usualmente se prepara con los tipos de papa Huayro, iskupuru y la papa blanca.

#### Tocosh de maíz
La fermentación del maíz se realiza de la misma manera que con la papa, sin embargo, el resultante no cuenta con todas propiedades ni valor nutricional y curativo que la papa.

#### Tocosh de Oca
Se le atribuyen las mismas propiedades medicinales del tocosh de maíz y de papa.

#### Tocosh de olluco
Elaborado de igual manera que los anteriores, el  ulluco no es muy popular ya que al igual que el maíz no contiene todo el valor nutricional de la papa.